# Ломтатідзе Кетеван Віссаріонівна
Кетеван Віссаріонівна Ломтатідзе (11 лютого 1911, село Хідіставі Кутаїської губернії, тепер Чохатаурський муніципалітет, Грузія — 22 вересня 2007, місто Тбілісі, Грузія) — грузинська філолог-кавказознавець, спеціаліст з картвелістики та абхазознавства, перша грузинка, яка стала доктором наук. Директор Інституту мовознавства АН Грузинської РСР, доктор філологічних наук (1948), професор. Член-кореспондент Академії наук Грузинської РСР (1955), академік Академії наук Грузинської РСР (1979). Депутат Верховної ради СРСР 4—5-го скликань.

## Життєпис
У 1931 році закінчила філологічний факультет Тифліського (Тбіліського) державного університету.
У 1931—1934 роках працювала молодшим науковим співробітником Державного музею Грузинської РСР та редакції Грузинської енциклопедії. Навчалася в аспірантурі Тбіліського державного університету імені Сталіна.
У 1937 році захистила дисертацію «До утворення основних часів в абхазькій мові» на здобуття наукового ступеня кандидата філологічних наук, а в 1945 році після захисту дисертації «Тапантський діалект абхазької мови» їй було присвоєно вчений ступінь доктора філологічних наук.
У 1938—1940 роках читала курс загального мовознавства в Сухумському педагогічному інституті. Викладала у Тбіліському державному університеті, була професором кафедри кавказьких мов. Член ВКП(б) з 1952 року.
Одночасно в 1953—1963 роках — директор Інституту мовознавства Академії наук Грузинської РСР.
У 1975—1987 роках — директор Інституту мовознавства Академії наук Грузинської РСР імені Чикобави. З 1987 року — радник директора Інституту мовознавства Академії наук Грузинської РСР імені Чикобави.
Досліджувала питання граматичної будови та історії абхазо-адигурської, а також грузинської мов. Започаткувала вивченню абхазької мови та його діалектів за допомогою історико-порівняльного методу. Серед праць Кетевана Ломтатідзе монографії «Тапантурський діалект абхазької мови» (1944), «Ашхарський діалект і його місце серед інших абхазо-абазьких діалектів» (1954), «Історико-порівняльний аналіз абхазьких і абазських мов. Фонологічна система і фонетичні процеси» (1976), «Основні типи місцевих прислів'їв в абхазькій і абазурській мовах» (1982).
Питанням будови та історії грузинських мов присвячені статті з історії дієслів типу «тебеба» в грузинській мові» (1952), «Сліди дієслівних інфінітивних утворень в старогрузинській мові» (1958). Під керівництвом Кетевана Ломтатідзе був підготовлений академічний «Російсько-грузинський словник» (т. 1-3, 1956—1959). Брав участь у підготовці «Тлумачного словника грузинської мови» (т. 1-8, 1950—1960).

## Нагороди
- орден Леніна (1960)
- орден Жовтневої Революції (1981)
- орден «Знак Пошани» (1953)
- орден Честі (Грузія) (1996)
- медалі
- Заслужений діяч науки Абхазької АРСР (1961)
- Заслужений діяч науки Грузинської РСР (1962)
- Державна премія Грузії (2000)
- Почесний громадянин міста Тбілісі (1987)